# Symplocos quindiuensis
Symplocos quindiuensis är en tvåhjärtbladig växtart som beskrevs av August Brand. Symplocos quindiuensis ingår i släktet Symplocos och familjen Symplocaceae. Inga underarter finns listade i Catalogue of Life.